# 1888 en Lorraine
Chronologie de la Lorraine
- 1884
- 1885
- 1886
- 1887
- 1888
- 1889
- 1890
- 1891
- 1892

Cette page est une liste d'événements qui se sont produits durant l'année 1888 en Lorraine.

## Événements

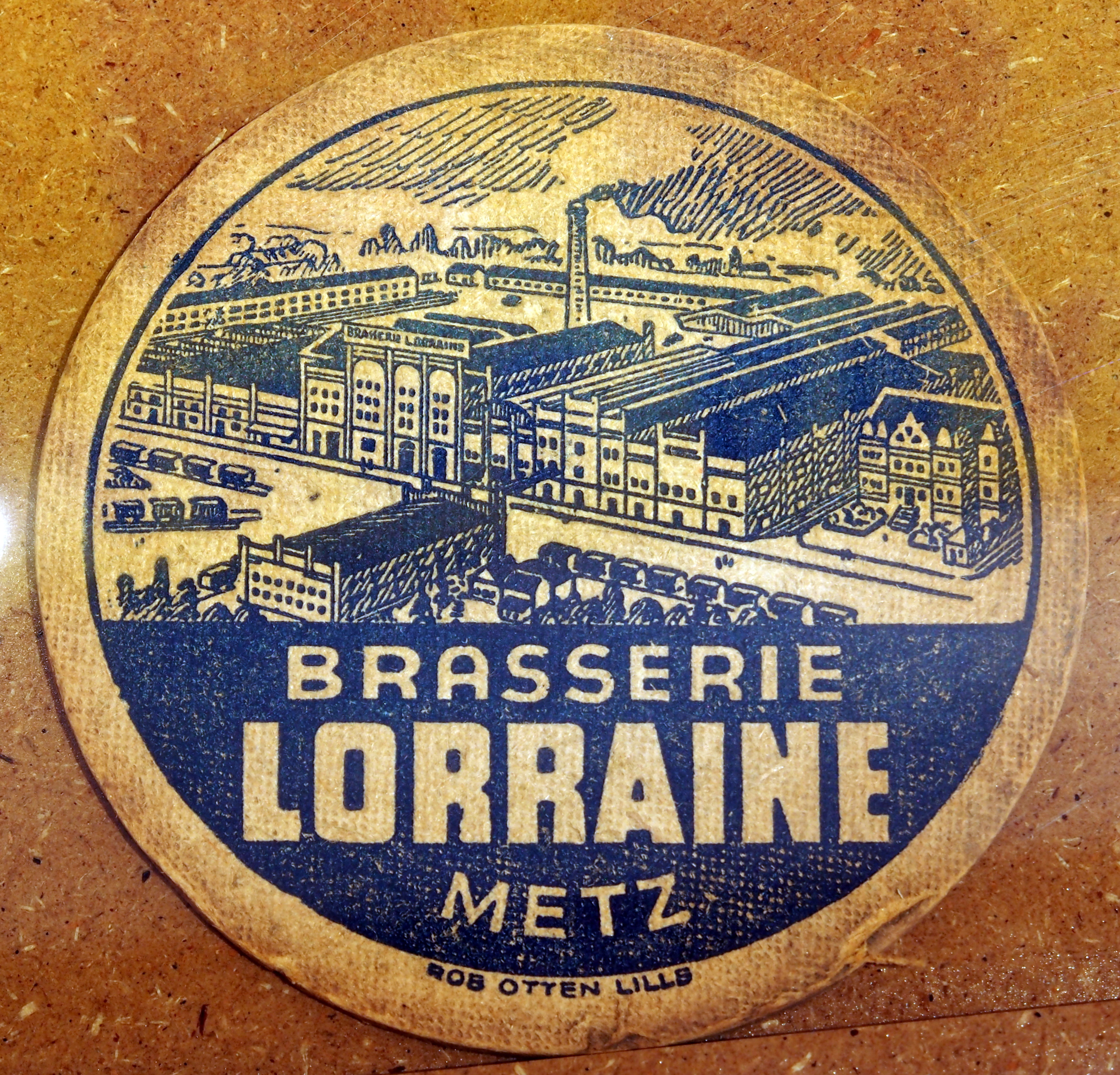
Brasserie Lorraine.

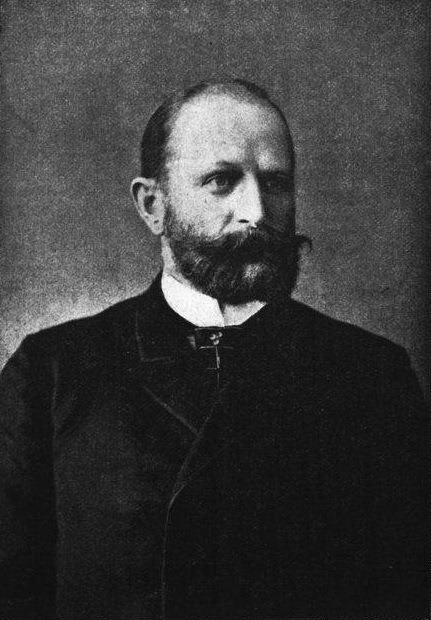
Hans von Hammerstein.

- Fondation de la Brasserie Lorraine à Metz (Devant-les-Ponts)[1].
- Fondation de la Société d'histoire et d'archéologie de la Lorraine à Saint-Julien-lès-Metz.
- Ouvertures, de la Mine de Tiercelet  et de la Mine de Rédange [2].
- Création du Cycliste Lorrain à Nancy[3].
- Paul Chevreux  devient Vénérable de la loge La Fraternité Vosgienne[4]
- Création de la société d'Histoire et d'Archéologie de la Lorraine[5]
- Maurice Barrès publie Sous l'oeil des barbares[6].

- 22 mai : loi des passeports[7] qui crée une muraille infranchissable entre la France et les territoires annexés d'Alsace-Moselle[8].
- 13 octobre : la Société d'histoire et d'archéologie de la Lorraine devient, sous l'impulsion du baron von Hammerstein, président du district de Lorraine, la Gesellschaft für lothringische Geschichte und Altertumskunde. Elle connaît un nouvel essor grâce à l'archiviste de Metz, Georg Wolfram.

## Inscriptions ou classements aux titre des monuments historiques
- En Moselle : Église Saint-Maurice de Cheminot[9]

## Naissances

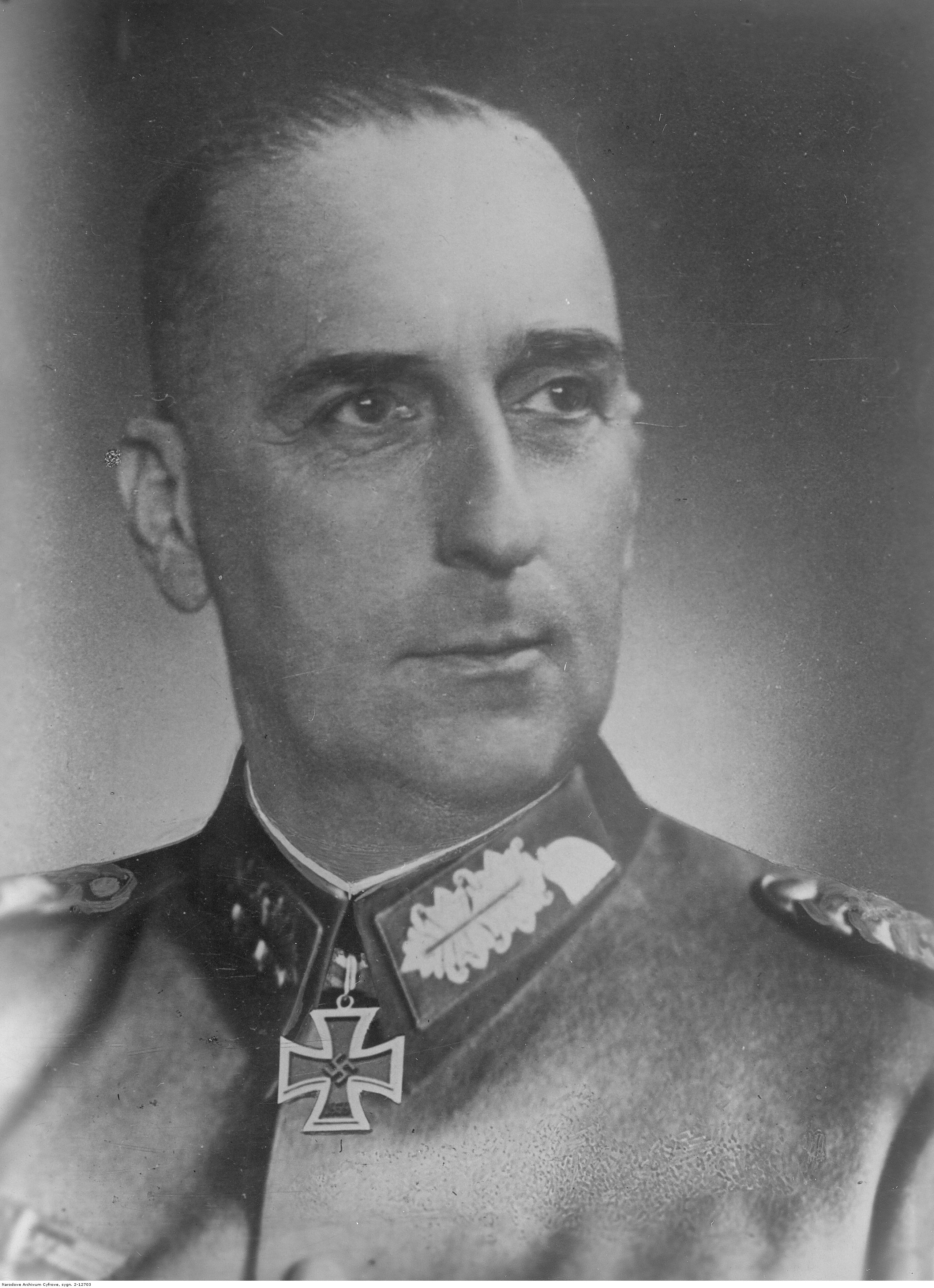
Karl Kriebel.

- 26 janvier à Moyenmoutier (Vosges) : Maurice Kempf, homme politique français décédé le 11 octobre 1947 à Moyenmoutier.
- 22 février à Fontenoy-le-Château : Marguerite Ghy-Lemm (née Marguerite Pauline Augustine Lemaire, morte le 22 février 1962 à Paris 19e[10]) artiste peintre française.
- 26 février à Metz : Karl Kriebel (décédé en 1961), général allemand de la Seconde Guerre mondiale. Il fut l'un des premiers à recevoir la Croix de chevalier de la Croix de fer, en juillet 1940.
- 11 mars à Lacroix-sur-Meuse : Adrien Henry, mort le 27 mai 1963 à Commercy, officier et résistant français.
- 29 avril à Metz : Kurt Griepenkerl[11] (décédé en 1944), officier supérieur de la Luftwaffe, actif durant la Seconde Guerre mondiale. Fils du  Generalleutnant Otto Griepenkerl (1851-1930) et de Katherina von Stromberg. Sa sœur Edith épousa plus tard le général Hermann Voigt-Ruscheweyh (1880-1969).
- 3 juin à Lunéville : François Walker, mort le 6 août 1951 à Clichy[12], gymnaste artistique français.
- 11 juin à Haironville  : Marie Francey[13], actrice française, morte le 17 janvier 1984 à Saint-Maur-des-Fossés.
- 24 juin à Eply : Georges Darmois, mort le 5 janvier 1960 à Paris 6e[14], mathématicien français. Il était le frère cadet du physicien Eugène Darmois.
- 19 septembre à Sarrebourg : Gerhard Friedrich Paul Georg Wilhelm von Haniel, ou Haniel-Niethammer (décédé en 1955) est un peintre allemand. Il est surtout connu pour ses paysages, ses natures mortes, ses nus et ses portraits.
- 16 octobre à Metz : Gustav Klingelhöfer (décédé le 16 janvier 1961 à Berlin), homme politique allemand du SPD. Il fut député au Bundestag allemand de 1953 à 1957[15].
- 21 octobre à Bovée-sur-Barboure : Paul Hutin-Desgrées, journaliste, patron de presse et homme politique français, mort le 25 mars 1975 au Rheu (Ille-et-Vilaine).
- 28 octobre à Nancy : Paul Daum, mort le 19 février 1944 à Neue Bremm (Allemagne), industriel, artiste, aviateur et résistant français.
- 11 novembre à Metz : Hans von Salmuth (décédé à Heidelberg, le 1er janvier 1962), général d'armée allemand de la Seconde Guerre mondiale. Le général von Salmuth a commandé plusieurs armées différentes, sur le front de l'Est, mais aussi sur le front de l'Ouest. Son dernier commandement fut celui de la XVe armée allemande en France, lors du débarquement des Alliés en Normandie. Il a reçu la Croix de chevalier de la Croix de fer le 19 juillet 1940.
- 23 novembre à Mirecourt : Louis Antoine, mort le 8 février 1971 à Rennes, mathématicien français.

## Décès
- 17 juillet à Saint-Nicolas-de-Port : Constance Danvin, née le 3 mai 1810 à Lille, artiste peintre française.